# 파이어니어 계획
파이어니어 계획(영어: Pioneer program)은 미국 항공우주국(NASA)의 달, 행성 탐사선이다.

## 개요
소련이 스푸트니크 1호를 발사하자 미국은 국가항공자문위원회(NACA)에서 그 전부터 있었던 파이어니어 계획을 실행시키려고 한다. 그러나, 미국 항공우주국이 설립한 후 파이어니어 계획을 실행시켰다.
1958년부터 미국이 행성과 행성 사이의 공간탐사를 목적으로 실시한 계획으로, 파이어니어 1호를 처음으로 달 궤도로 발사했다. 1호를 제외한 나머지 파이어니어탐사선의 목적은 다른 행성을 탐사하거나 행성 사이의 우주공간에 있는 여러 가지 입자와 자기장의 효과를 측정하는 것이었다. 1965년에 발사된 파이어니어 6호는 지구와 금성 사이에 있는 우주공간의 성질을 밝히려고 발사되었다가 태양을 향해 나아가며 태양풍, 태양에서 나오는 우주선(宇宙線), 태양의 코로나, 코호텍혜성의 꼬리에 대해 많은 정보를 보내왔다.
1972년에 발사된 파이어니어 10호는 목성을 탐사한 첫번째 우주선으로, 목성의 거대한 자기꼬리를 발견했다. 그 뒤 파이어니어 10호는 인간이 만든 우주선으로는 처음으로 1983년에 태양계를 탈출했다. 1973년에 발사한 파이어니어 11호는 1979년에 토성에 20,900km까지 접근하여 토성에 두 개의 고리가 더 있음을 발견했다. 파이어니어－비너스 1호와 2호는 1978년 12월부터 금성 주위를 돌기 시작하여, 1호는 금성의 하층대기를 전파로 관측했으며, 2호는 금성 표면에 거대한 산맥과 깊은 분지가 있음을 밝힌 레이더 사진을 전송해 왔다.

## 의의

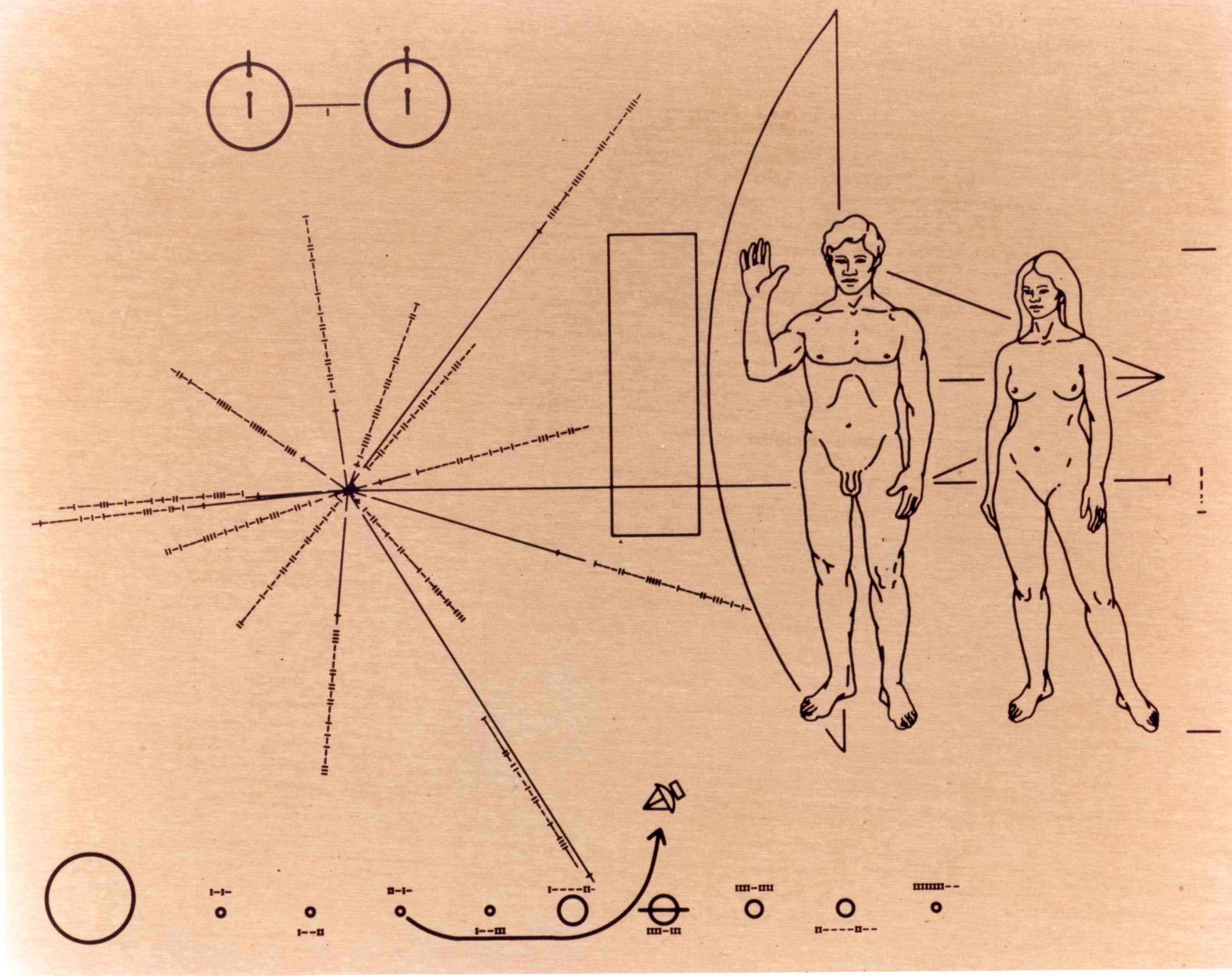
파이어니어 10호에 실린 금속판

파이어니어 계획은 단순히 우주탐사로 끝나는 것이 아니라 우주 어딘가에 존재하는 다른 외계생명체를 발견할 경우 외계생명체에 지구의 존재를 알리고 파이어니아 금속판을 발견한 외계생명체와 문화적 교류를 하기 위해 칼 세이건의 발안에 의한 외계 생명을 향한 메시지로서 인간의 모습과 태양계를 그린 금속판을 파이어니어 10호와 11호에 장착한 뒤 우주로 발사하였다.
즉, 파이어니어 계획은 탐사선에 의한 Active SETI(능동적 지구외 지적 생명체 탐사)의 최초 사례로서 우주 어딘가에 존재하는 지구 이외의 또다른별에 존재하는 지적 생명체와 접촉하기 위한 시도인데 일각에서는 해당문명이 지구를 침략할 수도 있기 때문에 이 계획을 반대하기도 한다. 하지만 파이어니어 계획은 NASA에 의해 계속되고 있다.
이는 지구에 가끔 출몰하는 UFO로 미루어 짐작하여 지구 이외의 우주에도 인간 수준 이상의 문명을 가진 지적 생명체가 우주에 존재한다고 확신하고 있기 때문에 파이어니어 계획이 실행에 옮겨질 수 있었던 것이다.

## 파이어니어(달 탐사선)
- 파이어니어 0호 - 1958년 8월 17일 발사 : 달 탐사선, 발사 77초 후에 폭발해버림.
- 파이어니어 1호 - 1958년 10월 11일 발사 : 달 탐사선, 발사 실패.
- 파이어니어 2호 - 1958년 11월 8일 발사 : 달 탐사선, 발사 실패.

## 주노II형 파이어니어(달 탐사선)
- 파이어니어 3호 - 1958년 12월 6일 발사 : 달 탐사선, 가던 중 교신이 끊김.
- 파이어니어 4호 - 1959년 3월 3일 : 달 탐사선, 달 탐사 성공.

## 파이어니어(태양, 외행성 탐사선)
- 파이어니어 6호 - 1965년 12월 16일 발사 : 태양 탐사선. 성공.
- 파이어니어 7호 - 1966년 8월 17일 발사 : 태양 탐사선. 성공.
- 파이어니어 8호 - 1967년 12월 13일 발사 : 태양 탐사선. 성공.
- 파이어니어 9호 - 1968년 11월 8일 발사 : 태양 탐사선. 성공

### 행성 탐사선
- 파이어니어 10호 - 1972년 3월 3일 : 목성 탐사선. 성공.
- 파이어니어 11호 - 1973년 4월 6일 : 목성, 토성 탐사선. 성공

### 파이어니어 내행성 계획
- 파이어니어 금성 궤도선 - 1978년 5월 20일 발사 : 금성 탐사선.
- 파이어니어 금성 다중탐사정 - 1978년 8월 8일 발사 : 금성 탐사선. 성공.

## 취소된 탐사선
- 파이어니어 E - 9호 이후에 발사될 예정이었던 태양 탐사선
- 파이어니어 H - 율리시스로 대체된 외행성 탐사선

## 같이 보기
- 매리너 계획
- 파이어니어 변칙
- 서베이어 계획
- 보이저 계획